# Château de Kilkea
Le château de Kilkea est une ancienne forteresse médiévale située à 5 km au nord-ouest de Castledermot dans le comté de Kildare en Irlande.

## Histoire
Sir Walter de Riddlesford  construit une motte and bailey sur le site du château de Kilkea en 1180. Une de ses petites-filles épouse Maurice Fitzgerald, 3e baron d'Offaly et le manoir de Kilkea entre dans la famille des Fitzgerald. Il y reste pendant plus de 700 ans.
Jusque dans les années 1960, la forteresse appartient à la famille FitzGerald, comtes de Kildare. Vendue, elle est transformée en hôtel jusqu'au début du XXIe siècle. En 2009, à cause de la crise financière qui touche durement l'Irlande, le château est fermé et remis en vente.